# Escola pluralista
L'escola pluralista va ser una escola de filòsofs presocràtics que van intentar conciliar el rebuig de Parmènides al canvi amb el món aparentment canviant de l'experiència dels sentits. L'escola estava formada per Anaxàgores, Arquelau i Empèdocles. També es pot dir que va incloure els atomistes, Leucip i Demòcrit. Els pluralistes van rebutjar la idea que la diversitat de la natura es pugui reduir a un sol principi (monisme). Anaxàgores va plantejar que la natura contenia un nombre innombrable de principis, mentre que Empèdocles la reduïa a quatre elements (foc, aire, terra i aigua) que no es podrien reduir els uns als altres i que serien suficients per explicar el canvi i la diversitat.